# Willem Hugonet

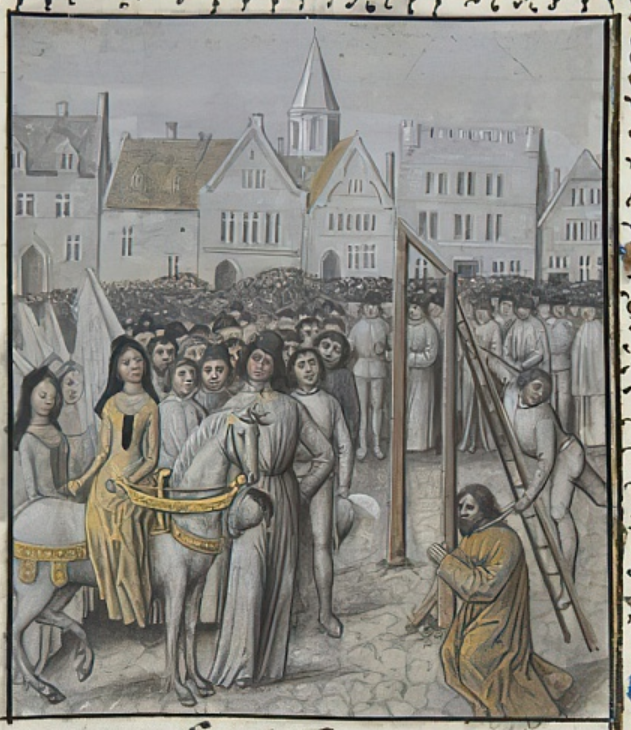
Terechtstelling van Willem Hugonet op een miniatuur uit 1477

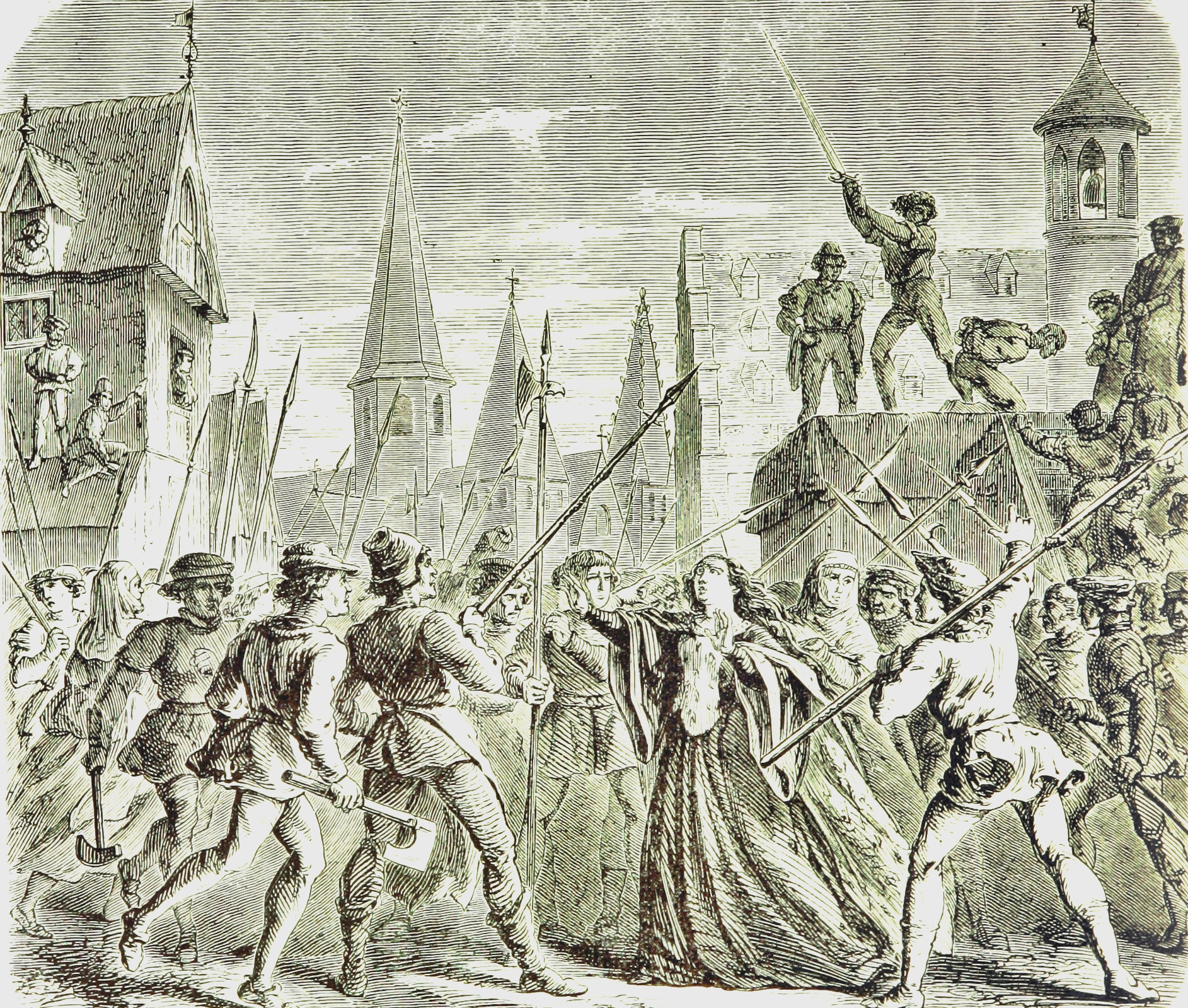
Terechtstelling van Willem Hugonet en Guy van Brimeu op een prent uit 1885

Guillaume (Willem) Hugonet (? - Gent, 3 april 1477) was kanselier van Bourgondië onder hertog Karel de Stoute. Als hoogste ambtenaar was hij een van de machtigste figuren van zijn tijd.
Hugonet was afkomstig uit Mâcon in Bourgondië, waar hij eerst rechter was.  Samen met de hertog en zijn ambtenaren kwam hij naar het graafschap Vlaanderen, dat het kerngebied van het Bourgondische rijk geworden was.  Hij was gehuwd met Louise de Laye en had een dochter Louise Hugonnet de Saillant en twee zoons Karel Hugonet (overleden in 1493) en Willem Hugonet (1472-1537).
In 1476 kocht hij Middelburg, dat daarna een grote bloei kende.

## Titels
- kanselier
- heer van Saillant
- heer van Middelburg
- burggraaf van Ieper

## Terechtgesteld in Gent
Nadat Karel de Stoute op 5 januari 1477 bij Nancy gesneuveld was, kwam Maria van Bourgondië onder grote druk van de Staten-Generaal. De situatie in Vlaanderen raakte gespannen omdat de Franse koning Bourgondië bezet had en steden in Picardië en Artesië aanviel.  In Gent was de herinnering aan de Slag bij Gavere nog levend en de sfeer keerde zich tegen de Bourgondiërs en hun aanhang. Op 13 maart werd Pieter Huereblock terechtgesteld, op 14 maart Pieter Baudins, Pieter Tincke en Lodewijk Dhamers, op 17 maart Roland van Wedergate, Filips Sersanders en Olivier Degraeve. Op 26 maart begon het proces tegen enkele Bourgondische topfiguren: Willem Hugonet en naast hem ook Gwijde van Brimeu, heer van Humbercourt, stadhouder van Limburg, Maastricht en Namen, en Jan van Melle, schatbewaarder. De aanklacht luidde: financiële fraude en hoogverraad (ondermijning van de oude privileges). Na zware martelingen legden zij bekentenissen af. Als kersverse hertogin, en ondanks haar smeekbeden, moest Maria van Bourgondië toezien hoe haar vaders trouwe medewerkers door de Gentse Vierschaar werden veroordeeld en op de Vrijdagsmarkt in Gent onthoofd.
Deze gebeurtenis in Gent was groot nieuws in heel Europa en werd het voorwerp van tekeningen, schilderijen en commentaren. De afscheidsbrief van Guillaume Hugonet aan zijn vrouw Louise is bewaard gebleven.
- International Standard Name Identifier: 0000 0003 5658 823X
- Système universitaire de documentation: 074001450
- Virtual International Authority File: 188446263
- WorldCat: E39PBJxhpjwgTPy3QxqHwqChHC